# Jewgenija Woloschenko
Jewgenija Woloschenko (kasachisch Евгения Волошенко; * 3. April 1979 in Kökschetau) ist eine ehemalige kasachische Skilangläuferin.

## Werdegang
Woloschenko trat international erstmals bei den Junioren-Skiweltmeisterschaften 1998 in Pontresina in Erscheinung. Dort belegte sie den 57. Platz über 5 km Freistil und den 50. Rang über 15 km klassisch. Bei der Winter-Universiade 2001 in Zakopane errang sie jeweils den 28. Platz über 5 km Freistil und 5 km klassisch sowie den 19. Platz über 15 km Freistil. In der Saison 2004/05 erreichte sie in Reit im Winkl mit dem 43. Platz im Sprint ihre beste Einzelplatzierung im Weltcup und lief bei der Winter-Universiade 2005 in Seefeld in Tirol auf den 22. Platz über 5 km Freistil sowie auf den 14. Rang im 15-km-Massenstartrennen. Beim Saisonhöhepunkt, den nordischen Skiweltmeisterschaften 2005 in Oberstdorf, kam sie auf den 44. Platz im Sprint und auf den 41. Rang im 30-km-Massenstartrennen. Im folgenden Jahr belegte sie bei den Olympischen Winterspielen in Turin den 50. Platz im Skiathlon, den 40. Rang über 10 km klassisch und zusammen mit Oxana Jazkaja, Jelena Kolomina und Swetlana Malachowa-Schischkina den 13. Platz in der Staffel. Ihr letztes Rennen im Weltcup absolvierte sie im November 2006 in Kuusamo, welches sie auf dem 71. Platz über 10 km klassisch beendete.

## Teilnahmen an Weltmeisterschaften und Olympischen Winterspielen

### Olympische Winterspiele
- 2006 Turin: 13. Platz Staffel, 40. Platz 10 km klassisch, 50. Platz 15 km Skiathlon

### Nordische Skiweltmeisterschaften
- 2005 Oberstdorf: 41. Platz 30 km klassisch Massenstart, 44. Platz Sprint klassisch